# Clifford Prevost Grayson
Pour les articles homonymes, voir Grayson et Prevost.
Clifford Prevost Grayson, né le 14 juillet 1857 à Philadelphie dans l'État de la Pennsylvanie et décédé le 11 novembre 1951 à Old Lyme dans l'État du Connecticut aux États-Unis, est un peintre impressionniste américain, notamment connu pour ses paysages du Nord-Est des États-Unis et ses paysages, marines, portraits et scènes de genre de la région de la Bretagne peint lors de son séjour en France.

## Biographie
Clifford Prevost Grayson naît à Philadelphie dans l’État de la Pennsylvanie en 1857. Diplômé de l'université de Pennsylvanie en 1878, il suit ensuite les cours de la Pennsylvania Academy of the Fine Arts avec pour professeurs les peintres Christian Schussele (en) et Thomas Eakins et poursuit ses études en Europe où il fréquente l'école des Beaux-Arts de Paris et étudie auprès du peintre Jean-Léon Gérôme. Il séjourne ensuite dans la région de la Bretagne, où il fréquente les colonies artistique de Pont-Aven et de Concarneau, et ouvre un atelier à Paris. Il participe à plusieurs Salons des artistes français, dont celui de 1885 où il présente le tableau A Fisherman's Family, qui obtient une mention honorable et, deux années plus tard, la Temple Gold Medal (en) de la part de la Pennsylvania Academy of the Fine Arts.
En 1890, il rentre aux États-Unis et s'installe dans sa ville natale. L'année suivante, il travaille comme professeur d'art à l'université Drexel dont il devient directeur du département des arts en 1893. Sous sa direction, la durée du programme passe de deux à quatre ans. Il donne alors des cours de peinture, ayant pour collègue le sculpteur Charles Grafly (en). Il est à l'origine de l'embauche de l'illustrateur Howard Pyle comme professeur de dessin en 1894. En 1895, Grafly prend un congé sabbatique d'une année et est remplacé par le sculpteur Cyrus Edwin Dallin. Sous sa direction, le département a notamment pour élèves les artistes Maxfield Parrish, Elizabeth Shippen Green, Jessie Willcox Smith, Violet Oakley et Frank Schoonover. Il quitte Drexel en juin 1905, après l'annonce de la dissolution du département d'art.
Membre de l'Art Club of Philadelphia (en), du Salmagundi Club et de la Century Association (en), il réside alors à Philadelphie où il poursuit sa carrière de peintre, avant de s'installer à Old Lyme dans l’État du Connecticut. Sur place, il fréquente la colonie artistique de la ville et est membre de la Lyme Art Association (en). Il meurt à Old Lyme en 1951 et est enterré au cimetière Laurel Hill (en) de Philadelphie.
Ces œuvres sont notamment visibles ou conservées au Florence Griswold Museum d'Old Lyme et à la Pennsylvania Academy of the Fine Arts de Philadelphie.